# رنه سوری
رنه سوری (انگلیسی: René Savary؛ زادهٔ ۱۲ اکتبر ۱۹۴۹) دوچرخه‌سوار اهل سوئیس است.